# Daniel Congré
Daniel Congré (Tolosa, 5 aprile 1985) è un ex calciatore francese, di ruolo difensore.